# Zanina
Zanina est une commune du Mali de l'arrondissement central de M'Pessoba, dans le cercle de M'Pessoba et la région de Koutiala, elle a pour chef-lieu la localité de Débéla.

## Villages
La commune s'étend sur 3 localités relevées lors du recensement général de 2009. 
Les villages les plus peuplés sont :
- Débéla (3 294 habitants)
- Songuéla (2 827 habitants)
- Baramana (1 304 habitants)

En 2023, la loi 2023-007 attribue à la commune 4 villages, fractions ou quartiers  :
- Débéla
- Songuéla
- Songuéla 2
- Baramana